# Ипполитов, Павел Афанасьевич
Павел Афанасьевич Ипполитов (3 июля 1889, Москва — 12 сентября 1947, Москва) — советский композитор, заведующий музыкальной частью и дирижёр Малого театра. Заслуженный артист РСФСР (1937).

## Биография
Сын машиниста железной дороги. В 1899—1909 гг. учился в Синодальном училище церковного пения. Был псаломщиком церкви Святой Ксении Миласской при женском училище имени великой княгини Ксении Александровны в Несвижском переулке. Одновременно в 1909 году окончил Московскую консерваторию, ученик Сергея Василенко (композиция) и Александра Ильинского (теория музыки).
В 1910—1912 гг. преподавал теоретические предметы в классах Русского хорового общества. В 1912—1918 гг. преподавал хоровое пение в Серпуховском женском училище. В предреволюционные годы написал оперу «Два мира», Увертюру на русские темы для большого симфонического оркестра. В 1919 году вместе с Павлом Флоренским занимался изучением звучания колоколов Троице-Сергиевой лавры.
С 1918 года и до конца жизни заведовал музыкальной частью Малого театра, дирижировал музыкой к спектаклям. Сам написал музыку к ряду постановок, в том числе «Оливер Кромвель» Анатолия Луначарского (1921), «Лево руля» Владимира Билль-Белоцерковского (1926), «Огненный мост» (1929) и «Бойцы» (1934) Бориса Ромашова.
В 1921—1924 гг. преподавал сольфеджио и теорию музыки в Московской консерватории, в 1928—1933 гг. — музыкально-теоретические дисциплины в Центральном техникуме театрального искусства.